# 池田市立伏尾台小学校
池田市立伏尾台小学校（いけだしりつ ふしおだいしょうがっこう）は、大阪府池田市にかつて存在した公立小学校。

## 概要
池田市北部、兵庫県川西市との境界付近の丘陵地に造成されたニュータウン・伏尾台地区に在住する児童が通う小学校として、1980年に池田市立細河小学校から分離開校した。
オーストラリア・タスマニア州ローンセストン市の市立小学校と姉妹校提携を結んでいた。なお、それぞれの学校所在地の池田市とローンセストン市も姉妹都市の関係にあった。
また「地域に開かれた学校」を目指し、土曜日に学校を開放して地域住民による自主的なクラブ活動をおこなう「サタデーフレンズ」の取り組みや、地域内の池田市立細河中学校および大阪府立池田北高等学校の生徒ともに音楽活動の発表会を行う「フレンドリーコンサート」の取り組みなどもおこなっていた。
2015年3月末をもって閉校し、2015年度から池田市立細河小学校に統合した。

## 沿革
- 1979年 - 伏尾台地区への小学校設置計画が具体化。
- 1980年4月1日 - 池田市立伏尾台小学校として、現在地に開校。
- 1980年7月1日 - 開校記念式典を実施。この日を創立記念日とする。
- 1984年11月 - オーストラリア・タスマニア州ローンセストン市イースト小学校と姉妹校協定を締結する。
- 1989年4月6日 - 養護学級を新設。
- 1999年1月26日 - 大阪府公立小中学校研究発表大会で「調べ学習」の優秀賞を受賞。
- 1999年 - 文部省「全国子どもプラン」の指定校に指定される（2001年度までの3年間）。
- 2004年 - 大阪府教育委員会から、｢授業評価システム｣研究校に指定される。
- 2015年3月 - 閉校。

## 通学区域
- 大阪府池田市 伏尾台1丁目-5丁目。

卒業生は基本的に池田市立細河中学校に進学する。

## 交通
- 阪急バス 伏尾台センターバス停 北へ約150m。
- 能勢電鉄妙見線 鼓滝駅 北東へ約2.5km。